# Richard Andree

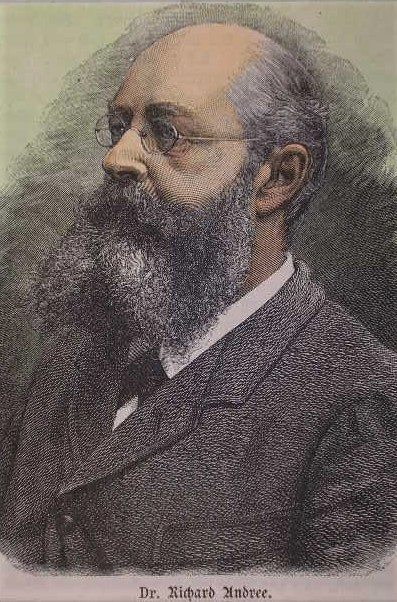
Richard Andree, Holzstich, 1879

Richard Andree

Richard Andree (* 26. Februar 1835 in Braunschweig; † 22. Februar 1912 in München) war ein deutscher Geograph, Kartograph und Ethnograph.

## Leben
Richard Andree studierte Naturwissenschaften und besonders Geologie an der Universität Leipzig. 1857 wurde er im Corps Lusatia Leipzig aktiv, dessen Geschichte er später umfassend erforschte. Nach seinem Studium arbeitete er bis 1863 als Hüttendirektor in Böhmen. Ab 1865 war er als Privatgelehrter in Leipzig tätig.
Er widmete sich später (wie sein Vater Karl Andree) der Geographie und wurde für seine Vorliebe zur Ethnographie über Fachkreise hinaus bekannt.
Als Mitbegründer und  Leiter der Kartographischen Anstalt des Verlags Velhagen & Klasing in Leipzig von 1873 bis 1890 beschäftigte er sich zugleich mit Kartografie. Er hatte maßgeblichen Anteil an der Erstellung des Physikalisch-Statistischen Atlas des Deutschen Reichs sowie an Schulatlanten. Zudem arbeitete er als Redakteur für die wissenschaftliche Zeitschrift Globus. Andrees Werke beeinflussten auch Arnošt Mukas Untersuchungen zum Kulturleben der Sorben. Ab 1903 war Andree mit der österreichischen Volkskundlerin Marie Andree-Eysn verheiratet. Richard Andree starb während einer Zugfahrt von München nach Nürnberg im Alter von 76 Jahren.
Als Vertreter der vergleichenden Völkerkunde vertrat Andree die Idee des Ethnologen und Kulturhistorikers Adolf Bastian, dass alle Völker die gleichen Entwicklungsstufen durchlaufen und deshalb auch die gleichen Glaubensvorstellungen entwickelt hätten. Diese These versuchte er durch den Nachweis zu untermauern, dass alle Völker an Spukgestalten wie Vampire und Werwölfe glaubten. Andree behauptete, die slawischen Völker wie auch die Juden seien „natürlich“ unterlegene Völker.

## Ehrungen
- Wahl in die Deutsche Akademie der Naturforscher Leopoldina (1886)
- Ehrenmitglied der Berliner Gesellschaft für Anthropologie, Ethnologie und Urgeschichte (1909)
- Ehrenmitglied des Corps Lusatia Leipzig

## Schriften
- Das Amur-Gebiet und seine Bedeutung: Reisen in Theilen der Mongolei, den angrenzenden Gegenden Ostsibiriens, am Amur und seinen Nebenflüssen. Leipzig 1867 (Digitalisat aus dem Bestand des Leibniz-Instituts für Ost- und Südosteuropaforschung).
- Abessinien, das Alpenland unter den Tropen und seine Grenzländer – Schilderungen von Land und Volk vornehmlich unter König Theodoros (1855–1868) nach den Berichten älterer und neuerer Reisender. Spamer, Leipzig 1869.
- Wendische Wanderstudien. Zur Kunde der Lausitz und der Sorbenwenden. Julius Maier, Stuttgart 1874. (Digitalisat)
- Chronik des Corps Lusatia zu Leipzig 1807 bis 1877. Auszug aus den Annalen des Corps, Leipzig 1877.
- Ethnographische Parallelen und Vergleiche. Stuttgart 1878.
- Zur Volkskunde der Juden. Bielefeld und Leipzig 1881.
- Andrees Allgemeiner Handatlas. Leipzig 1881–1937 (letzte, 9. Ausgabe).
- Die Flutsagen ethnographisch betrachtet. Braunschweig 1891.
- Andree-Putzgers Gymnasial- und Realschulatlas. 7. Aufl. Velhagen & Klasing, Bielefeld [u. a.] 1893 (Digitalisat)
- Geschichte des Corps Lusatia zu Leipzig 1807 bis 1898. Leipzig 1898.
- Braunschweiger Volkskunde. Braunschweig 1901.
- Votive und Weihegaben des katholischen Volkes in Süddeutschland. Braunschweig 1904.
- Andree-Schillmanns Berliner Schul-Atlas. 15. Aufl. Stubenrauch, Berlin 1915 (Digitalisat)